# Jan Wszelaki
Jan Wszelaki (ur. 11 listopada 1894 w Warszawie, zm. 1 lipca 1965 w Waszyngtonie) – polski ekonomista, dyplomata, politolog, działacz polonijny.

## Życiorys
Studiował na uniwersytetach w Moskwie i w Paryżu. W okresie dwudziestolecia międzywojennego pracował w Ministerstwie Spraw Zagranicznych, zajmując wysokie stanowiska w centrali oraz na placówkach dyplomatycznych. Od 1 grudnia 1918 do 26 lipca 1921 był młodszym referentem/referentem, od 26 lipca 1921 do 26 sierpnia 1922 tytularnym sekretarzem poselstwa w Moskwie, od 26 sierpnia 1922 do 1 stycznia 1927 radcą ministerialnym Departamentu Polityczno-Ekonomicznego, od 1 stycznia 1927 do 31 grudnia 1933 sekretarzem poselstwa, później sekretarzem ambasady RP i radcą poselstwa w Londynie, od 1 stycznia 1934 radca ministerialny, zastępca naczelnika Wydziału Wschodniego, od 1 maja 1935 do 1939 Radcą Ekonomicznym Wydziału Prasowego MSZ.
W czasie II wojny światowej najpierw w Angers, potem w Londynie sprawował funkcję szefa referatu angloamerykańskiego MSZ, od lata 1942 zastępca sekretarza generalnego MSZ. Od grudnia 1944 do lipca 1945 był radcą ambasady RP w Waszyngtonie.
Po wojnie pozostał na emigracji i był przedstawicielem dyplomatycznym rządu polskiego na uchodźstwie, czynnie zaangażowanym w działalność niepodległościową. Doktoryzował się na Uniwersytecie Georgetown w Waszyngtonie, a w latach późniejszych otrzymał stanowisko profesora w American University w Waszyngtonie. W latach 1962–1965 był dyrektorem wykonawczym Polskiego Instytutu Naukowego w Ameryce.
W 1931 roku poślubił Marię de Rosen (18 lipca 1894– 7 lipca 1987), córkę malarza Jana Rosena i Wandy z d. Handke, siostrę artysty Jana Henryka de Rosena i Zofii Rosen. Umarła w USA.

## Ordery i odznaczenia
- Krzyż Niepodległości (6 czerwca 1931)[1]
- Krzyż Kawalerski Orderu Odrodzenia Polski (11 listopada 1937)[2]
- Złoty Krzyż Zasługi (12 lutego 1929)[3]
- Medal Dziesięciolecia Odzyskanej Niepodległości
- Srebrny Medal za Długoletnią Służbę
- Brązowy Medal za Długoletnią Służbę
- Wielki Oficer Orderu Leopolda (Belgia)
- Wielki Oficer Orderu Świętych Maurycego i Łazarza (Włochy)
- Wielki Oficer Orderu Gwiazdy Rumunii (Rumunia)
- Krzyż Komandorski z Gwiazdą Orderu Feniksa (Grecja, 1938)[4]
- Srebrny Krzyż Zasługi (Węgry)

## Wybrane  publikacje
- Fuel and power in captive Middle Europe, New York: Mid-European Studies Center of the National Committee for a Free Europe 1952.
- Communist economic strategy: the role of East-Central Europe, Washington: National Planning Association 1959.
- Economic developments in East-Central Europe 1954–1959, Philadelphia 1961.
- (redakcja) John F. Kennedy and Poland: selection of documents, 1948–63, pref. by Robert F. Kennedy, ed. by Jan Wszelaki, New York: Polish Institute of Arts and Sciences in America 1964.